# نزلة أولاد محمد
قرية نزلة أولاد محمد هي إحدى القرى التابعة لمركز الغنايم في محافظة أسيوط في جمهورية مصر العربية. حسب إحصاءات سنة 2006، بلغ إجمالي السكان في نزلة أولاد محمد 6507 نسمة، منهم 3301 رجل و3206 امرأة.